# 1001
1001 (MI) je bilo navadno leto, ki se je po julijanskem koledarju začelo na sredo.

## Dogodki

### Slovenija
- 28. april - Prva omemba kraja Solkan, ko rimsko-nemški cesar Oton III. z darilno listino podari grad Castellum Siliganum in vas Gorica oglejskim patriarhom.

### Evropa
- Rimsko-nemški cesar Oton III. se odpravi v Italijo, da bi zatrl upor, vendar ga Rimljani izženejo. Ker je papež Silvester II. odvisen od cesarja, se mu v Ravenni pridruži tudi on. 1002 ↔
- Bizantinski cesar Bazilij II. ponovno osvoji Bolgarijo za cesarstvo.
- V prvi bitki pri Altonu Danci porazijo Angleže oz. Anglosase.
- Kanonizacija angleškega kralja Edvarda Mučenca.

### Azija
- Turški sultan Mahmud Ghazni vpade v severno Indijo. Prvo leto porazi kabulskega kralja Džajapalo, ki je vladal pokrajnim severnovzhodnega Afganistana, severnega Pakistana in Indije (Džamu-Kašmir). 1027 ↔
- Vzpon tamilske kraljevske dinastije Čola pod vladarjem Radžoradžo Velikim, ki je v letih 1001–14 združil južno Indijo.

### Severna Amerika
- Vikingi pod vodstvom Leifa Eriksona ustanovijo naselbine na obalah Severne Amerike (Vinlandija, Marklandija).

## Rojstva
- Abd ar-Rahman V., kordobski kalif († 1024)
- Duncan I., škotski kralj († 1040)
- Godwin Wesseški, angleški grof, pretendent za prestol († 1053)
- Al-Qa'im, abasidski kalif († 1075)

## Smrti
- 21. december - Hugo Veliki, mejni grof Toskane (* 945)
- Džajavarman V., kmerski kralj
- Džajapala, severnoindijski kralj